# Беринг-Ленд-Бридж
Беринг-Ленд-Бридж (англ. Bering Land Bridge National Preserve, т.е. Берингия) — заповедник на территории штата Аляска, США.
Расположен на полуострове Сьюард и прилегающих островах (Сарычева и др.). Все они являются остатками Берингии — сухопутного перешейка между Северной Америкой и Азией, существовавшего 13 тысяч лет назад. На территории заповедника находится достаточно крупный по местным меркам посёлок Шишмарёв.
Основан 1 декабря 1978 года для охраны уникальных ландшафтов северного побережья с озёрами, застывшими лавовыми потоками и горячими источниками. В заповеднике преобладают тундры и болота, где обитает 112 видов птиц. Значительный археологический интерес представляют пещеры Трейл-Крик и палеонтологические памятники с остатками берингийской фауны.
Также туристов привлекают горячие источники Змеиные, ранее известные как Арктические, а на языке эскимосов как Кухонный Котёл. Они расположены на правом берегу речушки Хот-Спрингс-Крик.

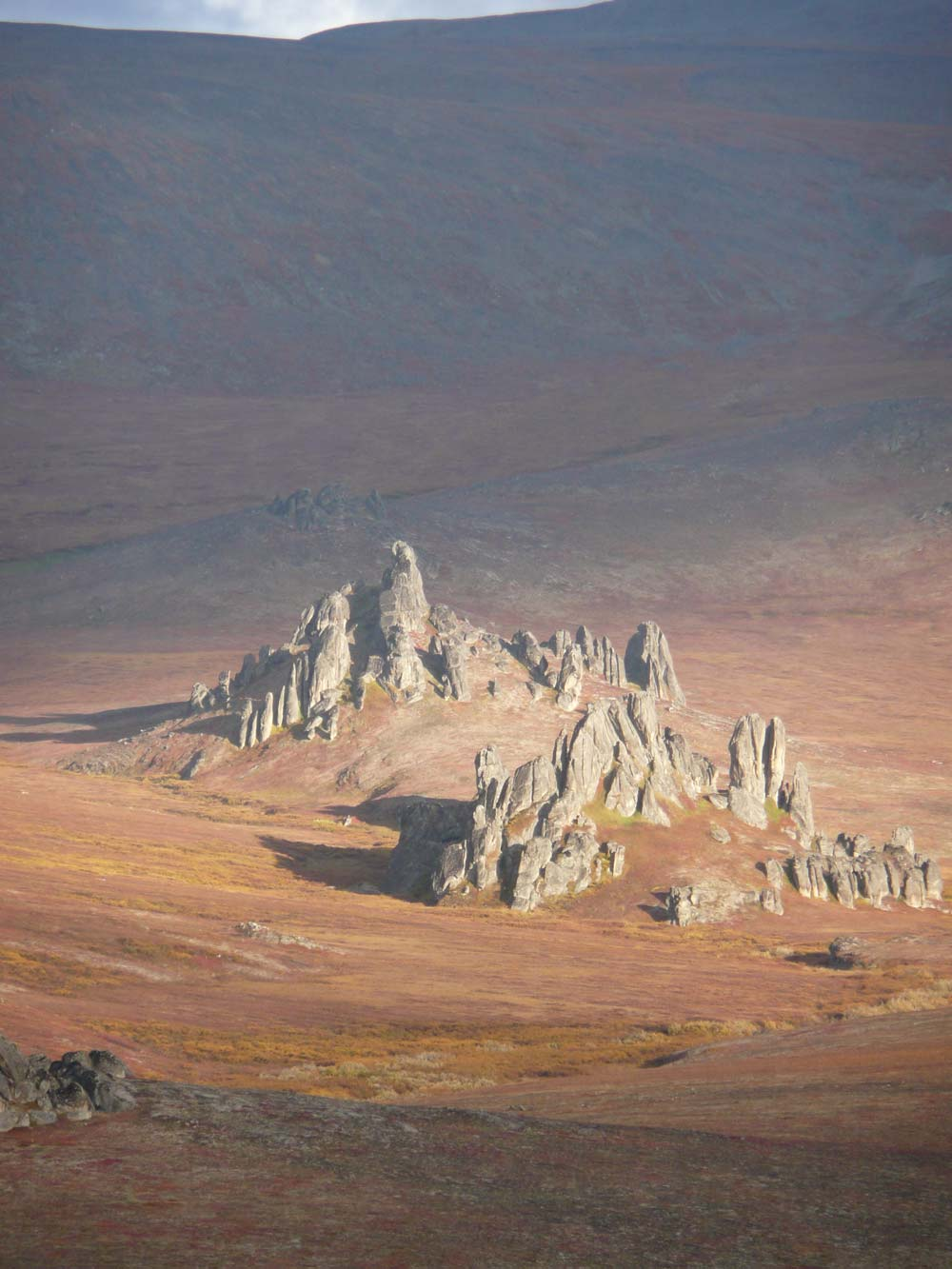
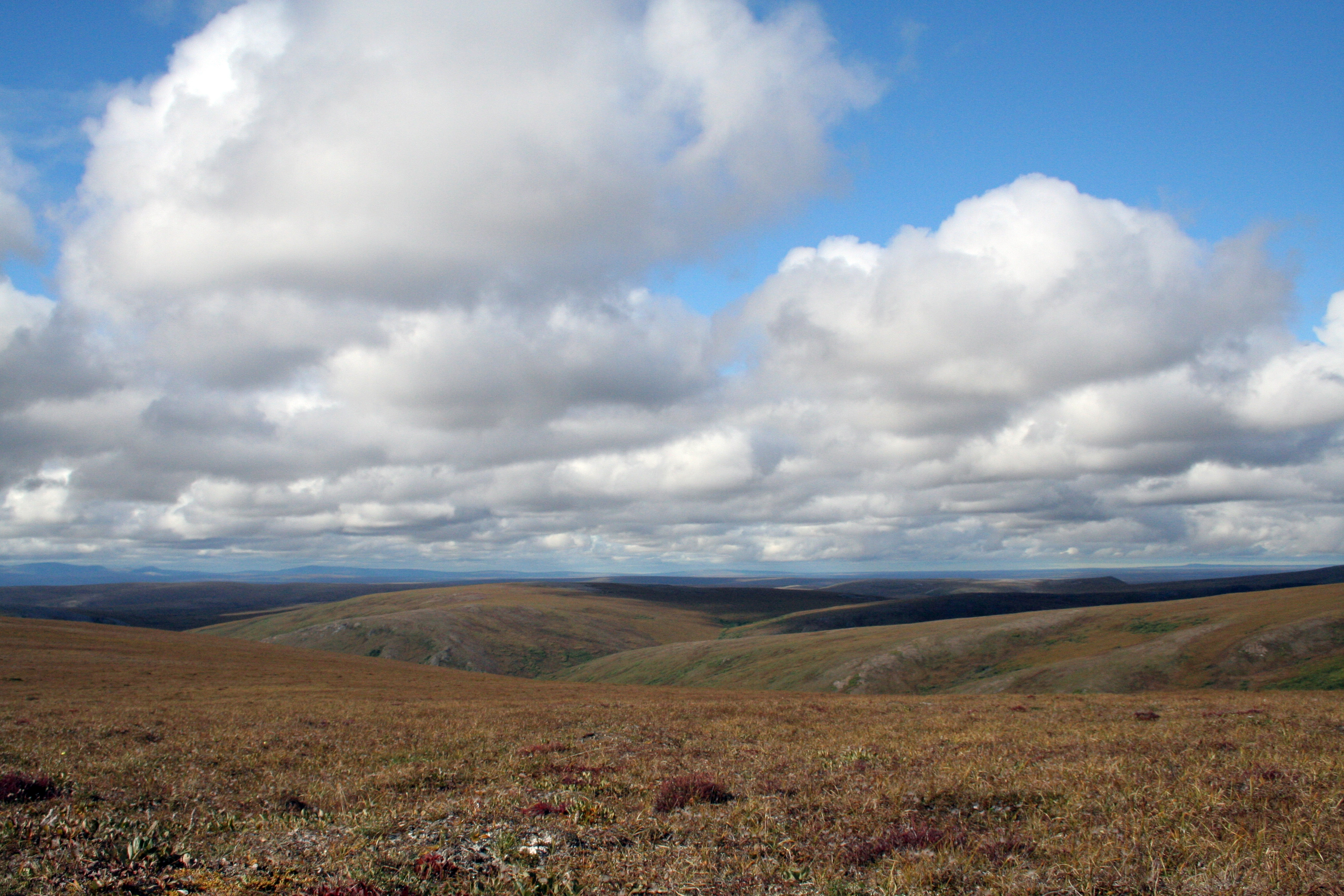
Просторы заповедника
Домик на берегу геотермального источника